# La Rumeur d'Orléans
Pour le sujet de l'ouvrage, voir Rumeur d'Orléans.
La Rumeur d'Orléans est un essai rédigé sous la direction d'Edgar Morin en collaboration avec Bernard Paillard, Evelyne Burguière, Julia Vérone, Suzanne de Lusignan et Claude Capulier, publié au Seuil en 1969. En 1975, paraît une nouvelle édition, complétée par La Rumeur d'Amiens de Claude Fischler.

## La rumeur d'Orléans
L'ouvrage est une exploration sociologique de la rumeur qui s'est développée à Orléans en mai 1969, selon laquelle des jeunes filles utilisant les cabines d'essayage des magasins du centre-ville orléanais tenus par des Juifs auraient été droguées, enlevées via les souterrains de la ville et prostituées dans le cadre de la traite des Blanches.

## Synopsis
Pourquoi cette rumeur étrange (enlèvements de jeunes filles dans les salons d'essayage de commerçants juifs) s'est-elle répandue à Orléans, ville dont le nom symbolise la mesure et l'équilibre, et ce, sans qu'il y ait la moindre disparition ?
Edgar Morin et une équipe de chercheurs ont mené l'enquête sur place. Pourquoi Orléans ? Pourquoi des Juifs ? Pourquoi et comment se propage une rumeur ? Cette rumeur véhicule-t-elle un mythe ? Quel est ce mythe et que nous dit-il sur notre culture et sur nous-mêmes ? Un antisémitisme jusqu'alors latent s'est-il réveillé ? N'y a-t-il pas, dans nos cités modernes, un nouveau Moyen Âge qui ne demande qu'à surgir à tout moment ?

## Accueil et critique
Delphine Lalande dresse une récapitulation des fondements de l'émergence et de la propagation d'une rumeur.
Dans un article au sujet de l'adaptation théâtrale de Luc Tartar, l'universitaire Pierre Allorant a qualifié cet "ouvrage sociologique" de "brève "enquête coup de poing" de trois jours sur les lieux du phénomène" .

## Adaptation

### Film
En 1975, le journaliste Marcel Trillat et le réalisateur Michel Pamart tournent le film La rumeur inspiré de l'histoire de la rumeur d'Amiens. Ce film est diffusé sur Antenne 2 en 1976.

### Théâtre
En 2021, l'écrivain et metteur en scène Luc Tartar a monté la pièce Dorphé aux enfers. Orléans 1969 'qu'il a rédigé lors d'une résidence artistique de trois mois dans la ville d'Orléans .